# 日本ハム食品
日本ハム食品株式会社（にっぽんハムしょくひん、Nipponham Processed Foods Ltd. ）は三重県桑名郡木曽岬町にある日本の食品メーカー。日本ハムの子会社で、日本ハムブランドの加工食品の開発、製造を担っている会社の一つである。
2014年（平成26年）4月に親会社である日本ハムのコーポレートブランドロゴ改定に伴って当社もコーポレートブランドロゴを改定し、英文社名表記も従来のNIPPON HAM SYOKUHIN Inc.からNipponham Processed Foods Ltd.に改められた。

## 創立
- 1979年

## 本社所在地
- 三重県桑名郡木曽岬町大字三崎601-1

## 工場
- 桑名プラント（三重県桑名郡）[1]
- 関東プラント（茨城県常総市）[1]
- 関西プラント（兵庫県小野市）[1]